# Не говори нічого (фільм, 2012)
«Не говори нічого» (Wish You Were Here) — детективний фільм режисера Кірана Дарсі-Сміта 2012 року, знятий в Камбоджі та Австралії.

## Зміст
Після святкування одного з азійських свят трійці друзів доведеться нелегко. Адже на захід їх їхало четверо, і тепер потрібно поговорити з родиною зниклого товариша. А незабаром зникає сестра одного з решти. Намагаючись зрозуміти в чому справа, герої дізнаються вельми неприємну правду.

## Акторський склад
- Джоел Едгертон — Дейв Фланер
- Фелісіті Прайс — Еліс Фланер
- Тереза Палмер — Стеф Маккінні
- Ентоні Старр — Джеремі Кінг

## Сприйняття

### Оцінки
Rotten Tomatoes дав оцінку фільму 70 % на основі 63 відгуків від критиків (середня оцінка 6,4/10) і 50 % від глядачів зі середньою оцінкою 3,2/5 (6 846 голос). Загалом, на сайті, фільму зарахований «помідор» від кінокритиків, проте «розсипаний попкорн» від глядачів. На Metacritic — 60/100 (14 відгуків критиків), Internet Movie Database — 5,9/10 (4 578 голосів).

### Нагороди та номінації
| Нагорода                | Категорія                             | Номінант           | Результат |
| ----------------------- | ------------------------------------- | ------------------ | --------- |
| AACTA (премія) (2nd)    | Найкращий фільм                       | Енджі Філдер       | Номінація |
| AACTA (премія) (2nd)    | Найкраща режисерська робота           | Кіран Дарсі-Сміт   | Номінація |
| AACTA (премія) (2nd)    | Найкращий оригінальний сценарій       | Кіран Дарсі-Сміт   | Перемога  |
| AACTA (премія) (2nd)    | Найкращий оригінальний сценарій       | Фелісіті Прайс     | Перемога  |
| AACTA (премія) (2nd)    | Найкраща акторка в головній ролі      | Фелісіті Прайс     | Номінація |
| AACTA (премія) (2nd)    | Найкращий актор в головній ролі       | Джоел Едгертон     | Номінація |
| AACTA (премія) (2nd)    | Найкращий актор в ролі другого плану  | Ентоні Старр       | Перемога  |
| AACTA (премія) (2nd)    | Найкраща операторська робота          | Джулс О'Лафлін     | Номінація |
| AACTA (премія) (2nd)    | Найкращий монтаж фільму               | Джейсон Баллантін  | Номінація |
| FCCA Awards             | Найкращий фільм                       | Енджі Філдер       | Перемога  |
| FCCA Awards             | Найкраща режисерська робота           | Kieran Darcy-Smith | Номінація |
| FCCA Awards             | Найкращий сценарій                    | Kieran Darcy-Smith | Перемога  |
| FCCA Awards             | Найкращий сценарій                    | Фелісіті Прайс     | Перемога  |
| FCCA Awards             | Найкраща акторка                      | Фелісіті Прайс     | Номінація |
| FCCA Awards             | Найкращий актор                       | Джоел Едгертон     | Перемога  |
| FCCA Awards             | Найкращий актор в ролі другого плану  | Ентоні Старр       | Перемога  |
| FCCA Awards             | Найкраща акторка в ролі другого плану | Тереза Палмер      | Номінація |
| FCCA Awards             | Найкраща операторська робот           | Джулс О'Лафлін     | Номінація |
| FCCA Awards             | Найкращий монтаж                      | Джейсон Баллантін  | Перемога  |
| Кінофестиваль «Санденс» | Ґран-прі журі                         | Кіран Дарсі-Сміт   | Номінація |